# Cedros (Sonora)
Cedros es una hacienda del municipio de Rosario ubicada en el sur del estado mexicano de Sonora, en la zona de la Sierra Madre Occidental. La hacienda es la tercera localidad más habitada del municipio, ya que según los datos del Censo de Población y Vivienda realizado en 2010 por el Instituto Nacional de Estadística y Geografía (INEGI), Cedros tiene un total de 356 habitantes.
En este pueblo vivió   Adela Mendoza Hurtado una persona importante durante muchos años ya que era una Sobadora reconocida, fue tanto su reconocimiento que colocaron su nombre a una calle.
El pueblo tiene una iglesia algo reconocida en el municipio y un "kiosco".

## ECONOMIA
Los habitantes de esta localidad aseguran tener un índice de desarrollo humano medio/bajo, y el grado de marginación en la localidad es de 10%.

## Geografía
Capohuiza se sitúa en las coordenadas geográficas 27°45′42″ de latitud norte y 109°17'27" de longitud oeste del meridiano de Greenwich, a una elevación de 360 metros sobre el nivel del mar.